# Монтемарцино
Монтемарцино (італ. Montemarzino, п'єм. Montmarsen) — муніципалітет в Італії, у регіоні П'ємонт,  провінція Алессандрія.
Монтемарцино розташоване на відстані близько 440 км на північний захід від Рима, 105 км на схід від Турина, 31 км на схід від Алессандрії.
Населення — 345 осіб (2014).
Щорічний фестиваль відбувається 24 червня. 

## Демографія
Населення за роками:

Станом на 1 січня 2023 року в муніципалітеті офіційно проживали 44 іноземці з 13 країн, серед них 21 громадянин країн Євросоюзу та 7 громадян України.

## Сусідні муніципалітети
- Аволаска
- Казаско
- Момпероне
- Монлеале
- Монтеджоко
- Поццоль-Гроппо
- Вольпедо